# Hyregölen
Hyregölen är en sjö i Ydre kommun i Östergötland och ingår i Motala ströms huvudavrinningsområde.